# Banco Central de Curaçau e São Martinho
O Banco Central de Curaçau e São Martinho (em neerlandês:  Centrale Bank van Curaçao en Sint Maarten, anteriormente o Banco das Antilhas Neerlandesas) é o banco central do Florim das Antilhas Neerlandesas e administra a política monetária de Curaçau e São Martinho. O banco data de 1828, tornando-o o banco central mais antigo das Américas.
Antes da dissolução das Antilhas Neerlandesas em outubro de 2010, o banco era responsável pela política monetária em todas as Antilhas Neerlandesas. Quando as ilhas do BES ficaram sujeitas ao banco central dos Países Baixos, seu nome atual foi adotado.
Espera-se que o banco substitua o Florim das Antilhas Neerlandesas pelo Florim do Caribe nos próximos anos.